# Браунер, Кэрол
Кэрол Марта Браунер (англ. Carol Martha Browner; родилась 16 декабря 1955) — американский политик, защитник окружающей среды и предприниматель. С 1993 года по 2001 год занимала пост главы Агентства по охране окружающей среды при администрации Клинтона, а с 2009 года по 2011 год возглавляла Управление Белого дома по энергетике и климатическим изменениям.
Браунер родилась и выросла во Флориде, где позже окончила юридический факультет Флоридского университета. Проработав в Палате представителей Флориды, Кэрол Браунер была приглашена на работу в Вашингтонскую либеральную активистскую группу Citizen Action. Вскоре она становится законодательным советником сенаторов Лотона Чайлза и Альберта Гора. С 1991 по 1993 год Браунер возглавляла Департамент экологического регулирования Флориды, который под её руководством стал одним из самых активных управлений штата.
С 1993 по 2001 год Браунер возглавляла Агентство по охране окружающей среды США. За два срока пребывания на этой должности она реорганизовала структуру и порядок работы ведомства и курировала две новые экологические программы, как альтернативу традиционным экологическим правилам и нормам, направленных на установление гибких партнёрских отношений с промышленными предприятиями по вопросам охраны окружающей среды. Также Браунер выступала за ужесточение стандартов качества воздуха городов, что привело к продолжительным дискуссиям в Конгрессе.
В 2001 году Кэрол Браунер, совместно с бывшим Государственным секретарём США Мадлен Олбрайт, стала соучредителем консалтинговой компании Albright Stonebridge Group. Помимо этого она состояла в совете директоров ряда природоохранных комитетов. При администрации Барака Обамы политик получила прозвище «Царица климата». На протяжении 2010 года Браунер состояла в федеральной комиссии по расследованию причин аварии на нефтяной платформе Deepwater Horizon.

## Биография

### Молодость и образование
Кэрол Браунер родилась в Майами, штат Флорида, в семье Изабеллы Харти-Хьюгос и Майкла Браунера, преподававших в Майами-Дейд-колледж в области социальных наук и английского языка. У политика есть две младшие сестры. Браунер выросла в Южном Майами и пешие прогулки, совершаемые до парка Эверглейдс, сформировали у неё тесную связь с естественной природой: «Я выросла в таком месте, где природа была буквально рядом».
В 1977 году Браунер получила степень бакалавра искусств в области английского языка во Флоридском университете. В 1979 году она окончила школу права Флоридского университета со степенью доктора юридических наук.

### Ранняя карьера
В 1980 и 1981 годах Браунер занимала должность главного советника комитета по государственным операциям в Палате представителей Флориды. Там она помогла пересмотреть программу по сохранению рекреационных земель Флориды. В 1983 году она переехала в Вашингтон, где работала в качестве заместителя директора активистской группы Citizen Action, организации, занимающейся природоохранными вопросами.
В 1986—1988 годах Браунер занимала должность главного законодательного помощника сенатора от Демократической партии Лотона Чайлза из Флориды. В этой роли она вела сложные переговоры по вопросам расширения территории Национального заказника «Большой кипарис», и введения запрета на морское бурение вблизи архипелага Флорида-Кис. В 1989 году Браунер получила должность юридического советника «Сенатского комитета по энергетике и природным ресурсам». Она не возражала против расследований «в полевых условиях», и даже, будучи беременной, нырнула в прибрежные воды для проведения необходимых исследований.
С 1988 по 1991 год Браунер работала законодательным советником у сенатора Альберта Гора, и стала его самым известным протеже. Она помогла подготовить поправки к Акту о чистом воздухе и позже возглавила законодательный штаб Гора.

### Департамент экологического регулирования Флориды
С 1991 по 1993 год Браунер возглавляла Департамент экологического регулирования Флориды в Таллахасси. Это третье по величине государственное агентство, имеющее штат в 1500 сотрудников и бюджет в размере около 650 миллионов долларов. Заступив на должность, Браунер заявила, что «экономическое развитие штата и защита окружающей среды не должны конфликтовать друг с другом». Новый секретарь реорганизовала деятельность своего департамента, сократила количество времени, необходимое для рассмотрения разрешения на строительство компаниями промышленных объектов на болотистых местностях Флориды. Данное распоряжение вызвало недовольство некоторых экологов, посчитавших, что упрощение данной процедуры уменьшает публичный обзор.
Кроме того, Браунер настаивала на прекращении строительства новых заводов по переработке опасных отходов на том основании, что последствия для здоровья и окружающей среды до конца не изучены. Также Кэрол Браунер выступила посредником в сделке с Walt Disney World, который в обмен на разрешение строительства на заболоченной местности выделил 40 миллионов долларов на восстановление находящихся под угрозой исчезновения водно-болотных угодий, расположенных рядом. К радости экологов, она убедила Чилеса, который стал губернатором, об урегулировании в федеральном суде вопроса о компенсации предприятиями сахарной промышленности ущерба, нанесённого парку Эверглейдс. Глава крупнейшей торговой ассоциации так описал сотрудничество с Браунер: «Она распахивает дверь ударом ноги, бросает ручную гранату, а потом добивает оставшихся в живых. Ей действительно не нравится идти на компромисс. Но она выполняет работу действительно хорошо. У людей больше жалоб возникает не на то, что она делает, а на то, как она это делает».

### Администратор Агентства по охране окружающей среды

#### Номинация и утверждение
После президентских выборов 1992 года Браунер назначается советником вице-президента Гора. 11 декабря 1992 года избранный президент Билл Клинтон объявляет об утверждении Браунер на пост администратора Агентства по охране окружающей среды. Хотя Клинтон и Гор раскритиковали администрацию Буша-старшего за принятые на предвыборной кампании обязательства по охране окружающей среды, но их выбор Браунер, которую издание The Washington Post охарактеризовало как «умного и хорошо обученного адвоката-законодателя, но с душой активиста», означал, что стремление Гора к охране природы одержало вверх над более меркантильным мышлением Клинтона. Клинтон позже писал, что лично он не знал Браунер в лицо, но её ему настоятельно рекомендовал сенатор Лоутон Чилес. Этот выбор, наряду с другими протеже Гора, по мнению Клинтона, помогли вице-президенту укрепить свои позиции в администрации. На слушании Комитета Сената США по окружающей среде и общественным Браунер отрицала, что Гор имеет на неё чрезмерное влияние. 21 января 1993 года кандидатура Браунер была единодушно принята Сенатом США.
После Браунер с супругом вернулась в Мэриленд, продолжая работать на Citizen Action. Занимаясь вопросами экологии практически в домашних условиях, Кэрол поставила себе долгосрочную цель — «сделать мир немного лучше». Она продолжала вести активный образ жизни, занимаясь велосипедным спортом, бегая трусцой и катаясь на лыжах.

#### Первый срок (1993—1997 год)

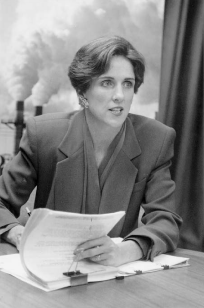
Кэрол Браунер на посту Администратора агентства по охране окружающей среды

В 1993 году Браунер возглавила агентство, имеющее штат в 17000 сотрудников и бюджет в 7 миллиардов долларов. Первоначально Браунер, к недовольству коллег, публично заявила, что агентству не хватает организованного управления и должной дисциплины. Вскоре после вступления в должность Браунер и её ближайшие заместители, включая помощника администратора по соблюдению законодательства Стива Германа, реорганизовали несколько неэффективных структур агентства в единое Управление по исполнению и соблюдению гарантий. Региональным отделениям агентства было разрешено самостоятельно провести реорганизацию своих структур, но это привело лишь к бюрократическим конфликтам.
В 1993 году Браунер подверглась резкой критике со стороны защитников окружающей среды за поддержку ею отмены пункта Делейни от 1958 года, в котором установлены предельно допустимые уровни содержания канцерогенов в продуктах питания. Но вот её заявление в мае 1993 года о наложении моратория Агентством по охране окружающей среды на установку новых печей для сжигания отходов встретило поддержку экологов. В том же году Клинтон предпринял попытку включить агентство Браунер в состав кабинета министров, но эта идея не получила поддержку в Конгрессе. Разработку многих законодательных проектов Браунер пришлось отложить перед более приоритетным планом Клинтона в области здравоохранения 1993 года.
Когда после выборов в Сенат в 1994 году Республиканская партия получила большинство мест в Конгрессе, Браунер, демократ, вступила с Республиканцами в успешную борьбу, особенно в Палате представителей, за исправление закона «О чистой воде» и отмену других природоохранных требований. Благодаря умению работать в двухпартийной манере Браунер сумела добиться внесения поправок в закон «О безопасной питьевой воде» и продвинуть закон «О защите качества продуктов питания». В 1995 году, во время сокращения бюджета США, Кэрол успешно отстояла интересы агентства и сумела добиться 750-миллионной прибавки к бюджету. Один из главных помощников Браунер так охарактеризовал её талант бюрократической эффективности: «Сосредотачивается на том вопросе, где уверена, что она полностью права».

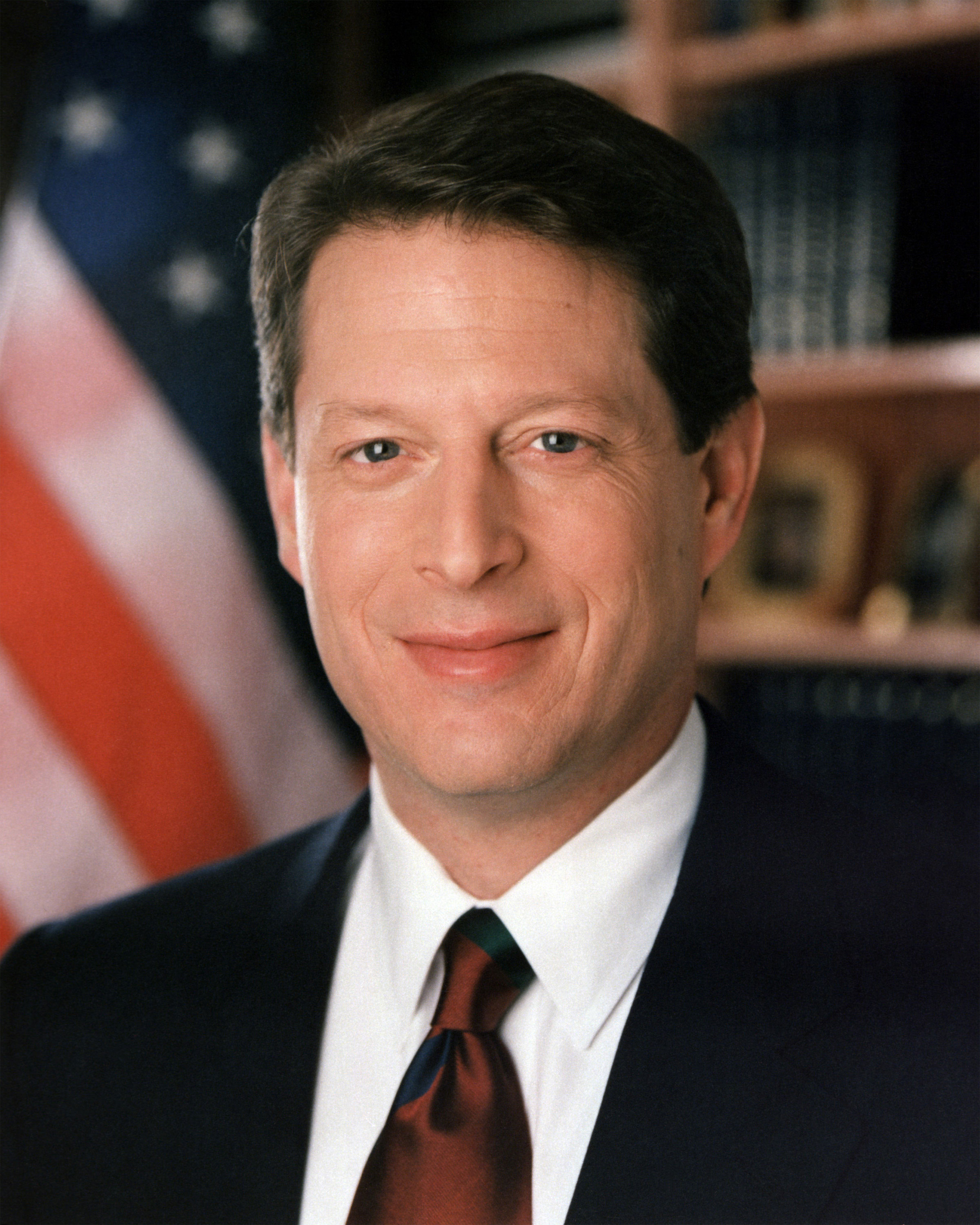
Сенатор Альберт Гор

Две программы, начатые администрацией Клинтона во время пребывания Браунер на посту, стали частью программы по формированию «правительства нового типа», которая заключалась в возможности реализации экологических контрактов в обход существующему законодательству, что, в свою очередь, позволит расширить компетенцию агентства. Проект «XL», разработанный в 1995 году, должен был найти здравый смысл и более экономически эффективные решения экологических проблем на отдельных объектах, в то время как проект 1994 года не рассматривал вопросов, касающихся «кризиса в кризисе» и «загрязнения в загрязнении». В целом проект имел смешанный успех. Более амбициозным оказался европейский аналог проекта «XL», заключённый в 1998 году.
В марте 1995 года Браунер и Агентству по охране окружающей среды было предъявлено обвинение Комитетом США по надзору и правительственным реформам в нарушении пункта 18 Кодекса США «О лоббировании федеральных законов» в рассылке по факсу корпорациям и общественным группам материалов, порочащих Республиканскую партию. Браунер отрицала все обвинения в свой адрес, утверждая, что это попытка помешать ей принять участие в обсуждениях по поводу изменения законов об охране здоровья и экологии.
Ещё одним из успешных проектов Браунер, начатых в 1995 году, стала программа «Браунфилдс». Данная программа была направлена на очистку заброшенных земель и загрязнённых городских объектов для дальнейшего использования, с привлечением заинтересованных частных лиц и организаций. Всего на реализацию программы было получено более 1 миллиарда долларов от общественных и частных фондов, и вместе с этим создано тысячи новых рабочих мест.

#### Второй срок (1997—2001 год)
Возможно, большим триумфом для Браунер стало то, что в 1997 году она убедила президента Клинтона поддержать ужесточение «Национального стандарта качества воздуха», одного из разделов закона «О чистом воздухе», относительно допустимых уровней содержания тропосферного озона, составляющего смог и взвешенных микрочастиц, содержащихся в саже. Решение было принято после нескольких месяцев общественных дебатов по установлению новых стандартов, которые стали самыми спорными экологическими дебатами десятилетия. Кроме этого, в самой администрации проходили длительные и ожесточённые дискуссии между Браунер и некоторыми из советников президента, представлявших промышленные группы, посчитавших, что Браунер преувеличивает степень уверенности за научные исследования агентства по данному вопросу, а эти меры приведут лишь к дополнительным расходам. Свыше восьмидесяти экологических и медицинских организаций, разочарованных действиями администрации, призывали вице-президента Гора занять жёсткую позицию по данному вопросу, но он предпочёл остаться в тени.
Непреклонную защиту новых стандартов Браунер проводила на частных встречах, закрытых заседаниях и на публичных дебатах практически в одиночку, а Белый дом поставил факт нахождения политика в администрации по вопросом. Кое-кто в администрации возражал против её нежелания изменить свою позицию и даже предлагал уволить за неподчинение. В конечном счёте Гор предоставил негласную поддержку новым стандартам, что стало ключевым фактором в окончательном решении Клинтона в пользу Браунер. В целом издание The New York Times охарактеризовало действия Браунер как «замечательное орудие против бюрократической бравурности», а журнал Time назвал Браунер «Королевой чистого воздуха». Когда было объявлено решение Браунер сказала: «Эти новые стандарты помогут сохранить здоровье 125 миллионов американцев, включая 35 миллионов детей».

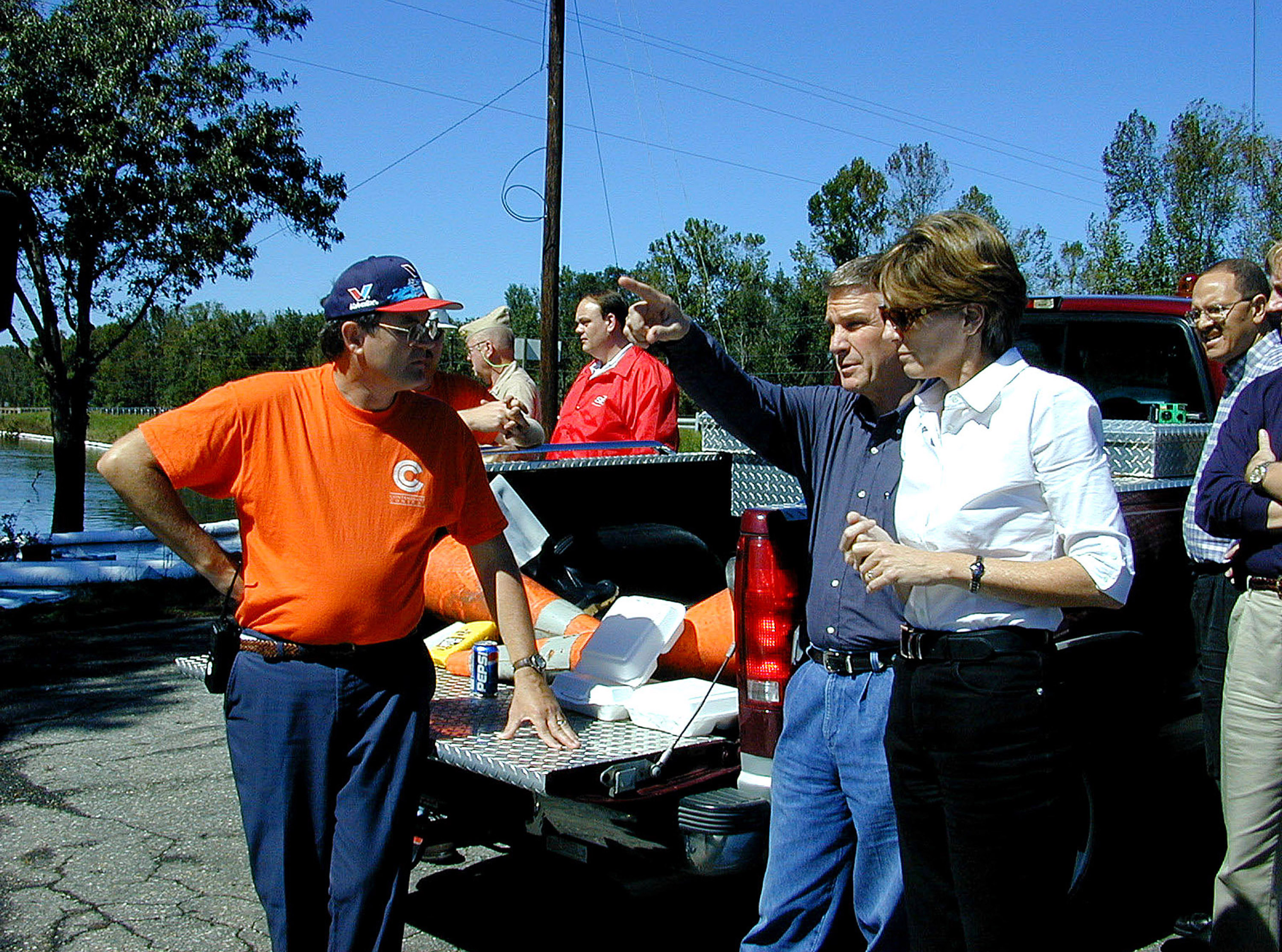
Глава Федерального агентства по управлению в чрезвычайных ситуациях Джеймс Ли Уитт и администратор Браунер в Кинстоне, Северная Каролина после урагана «Флойд» в сентябре 1999 года

Изменения стандартов должны были быть рассмотрены и одобрены Конгрессом, и поддержка Республиканской партии, особенно сенатора от штата Нью-Йорк Аль Дамато, помогла Кэрол компенсировать голоса отрицательно настроенных демократов. Новые правила были оспорены в Верховном суде США группой корпораций в нарушении доктрины неделегирования, который в 2001 году решил дело в пользу Браунер. Агентство стало предпринимать меры против загрязнения воздуха автотранспортными средствами, выпустив в 1999 году стандарты выхлопов для лёгких грузовиков и SUV, которые подразумевали за пять лет снизить содержание серы в бензине на 90 процентов.
Занимая пост главы агентства по охране окружающей среды, Браунер начала усиленную борьбу с глобальным потеплением, наделив агентство полномочиями регулировать уровень выбросов углекислого газа, вызывающего изменения климата, но последующие преемники Кэрол при администрации Джорджа Буша этой властью не пользовались. Часть политиков из администрации Буша высказались за её отмену.
За два срока исполнения обязанностей Браунер много раз получала сообщения о расизме от афроамериканских служащих агентства, отмечавших, что на наиболее высокие должности в агентстве выдвигаются «хорошие мальчики», а сотрудники из среднего звена не имеют и шансов. Наибольшей известностью в этой истории пользуется дело Марши Колман-Адебайо, которая в 1997 году подала в суд иск против агентства. В 2000 году суд, на основании закона «О гражданских правах» 1964 года, признал агентство виновным в дискриминации в отношении Колман-Адебайо и обязал выплатить ей в качестве компенсации 300 000 долларов. После суда Колман-Адебайо заявила, что Браунер не пытается решить эту проблему, а просто оставляет всё как есть. В октябре 2000 года начались слушания в Конгрессе по этому поводу, Браунер подчеркнула, что за время её работы в агентстве число сотрудников из среднего звена, занимающих высокие посты, увеличилось в три раза, но она не смогла объяснить, почему виновные по делу Колман-Адебайо не были уволены, а в некоторых случаях ещё были повышены по службе. Конгрессмены были недовольны ситуацией и отношением агентства к Колман-Адебайо, что привело к прохождению в 2002 году закона «Против дискриминации федеральных служащих», запрещавшего федеральным менеджерам и руководителям дискриминировать и ущемлять права своих подчинённых по расовому, половому и гендерному признаку.
В последние дни работы администрации Клинтона Окружной судья США Ройс Ламберт постановил агентству сохранить все документы, имеющие отношение к последним принятым предписаниям, мотивируя своё решение законом о свободе информации. В 2003 году Ламберт выразил недовольство, что многие материалы Браунер не были сохранены, но другие должностные лица не нашли в её действиях нарушения. Браунер, в свою очередь, заявила, что она не знала о постановлении суда, а удалённые с компьютеров материалы не были связаны с работой.
В течение всей своей работы в агентстве Браунер стала крайне непопулярной у представителей нескольких групп отраслей промышленности, особенно у предприятий коммунального хозяйства и тяжёлой промышленности, а также у консерваторов Конгресса, считавших, что проводимая ею политика губит данные сферы. Кроме этого, она постоянно конфликтовала с Министерством финансов, а иногда возражала президенту, который, по её мнению, в своей политике уделял внимание не экологическому благополучию страны, а лишь экономическому росту. Тем не менее Браунер занимала пост в течение двух сроков, больше, чем другие главы агентства. Роберт Коллин, написавший в 2005 году очерк об агентстве, оценил Кэрол Браунер как «одного из самых способных администраторов, когда-либо работавших в агентстве», и отметил, что она «совершенно бесстрашна в своих обязательствах по спорным экологическим вопросам». Клинтон позже заявил, что Браунер накопила внушительный список важных достижений.

### Управление Белого дома по энергетике и климатическим изменениям

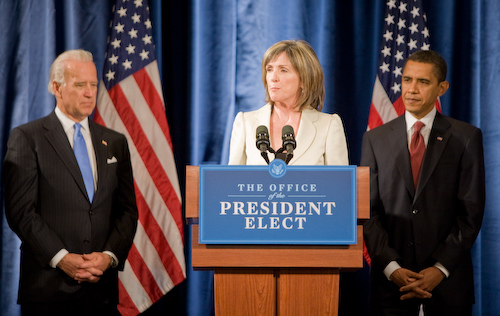
Выступление Браунер 15 октября 2008 года после своего назначения на пост советника президентом Баракой Обамой. Слева стоит вице-президент США Джо Байден.

5 ноября 2008 года Браунер была назначена членом консультативного совета в рамках переходного проекта Обама-Байден.
15 декабря 2008 года избранный президент Барак Обама назначил Браунер своим помощником по вопросам энергетики и климатических изменений. Официально именуемая, как глава Белого дома по энергетике и климатическим изменениям, Браунер выступала в качестве координатора по вопросам экологии, энергетики, климата, транспорта, а также вопросов, связанных с интересами Федерального правительства. На этой должности политик получила прозвище «Царица климата», так как теперь в принятии каких-либо стандартов или правил ей не требовалось одобрание Сената. Участие Браунер в заседаниях «Комиссии по устойчивому развитию мирового сообщества» вызвало критику со стороны ряда членов Конгресса от Республиканской партии, но переходная команда Обамы заявила, что в этом нет ничего плохого. По заявлению Браунер, её власть и влияние полагается главным образом на личных убеждениях: «У меня нет какого-либо выработанного политического курса. Но это не то, что было на моей предыдущей моей работе в агентстве, где я зависела от правил». Заместителем Браунер была назначена Хизер Зичал, бывший законодательный советник сенатора Джона Керри.

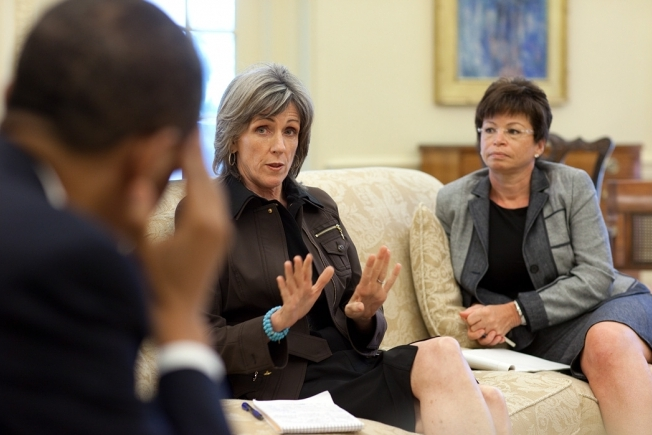
Браунер информирует президента Обаму и старшего советника Валери Джарретт о разливе нефти компании BP 1 июня 2010 года.

В первые месяцы администрация Обамы отметила умение Браунер работать с членами Кабинета. В мае 2009 года она стала посредником в переговорах между администрацией и автопроизводителями по вопросам разработки новых норм выбросов автотранспортом, а также была членом «Президентской рабочей группы по автомобильной промышленности», что выручило американских автопроизводителей. В том же году Браунер удалось убедить правительство в выделении дополнительно десятков миллиардов долларов для реализации программ в рамках Американского акта 2009 года «О восстановлении и реинвестировании», который является пакетом экономических стимулов для здравоохранения, энергетики и социальных сфер. Позже Браунер стала центральной фигурой в переговорах с Конгрессом закона «О американской чистой энергии и безопасности», важнее, чем министр энергетики Стивен Чу, и продолжала подчёркивать её важность, несмотря на то, что приоритетным Обама объявил Закон «О защите пациента и доступной медицине». В сентябре 2009 года члены Республиканской партии в Конгрессе выразили беспокойство, что Браунер получила доступ к президенту, узурпируя властью другие агентства. В одном из телеэфиров, посвящённом отставке эколога и активиста Ван Джонса, комментатор Гленн Бек, известный своими консервативными взглядами и резкой критикой в адрес Барака Обамы, раскритиковал деятельность самой Кэрол Браунер.
В октябре 2009 года Браунер признала, что прохождение в Конгрессе торгового законодательства до конца года маловероятно, и администрация опасается, что его отсутствие нанесёт ущерб перспективам заключения Международного соглашения во время Конференции ООН по изменению климата в декабре того же года. В следующем месяце она смягчила своё беспокойство, но выразила недовольство с любыми «нарезками и перетасовками» Конгрессом экологических и энергетических проблем. Усилия, направленные на принятия климатического законодательства в июле 2010 года, оказались тщетными из-за нехватки достаточного количества голосов в Сенате; позже Браунер сказала: «Безусловно, все мы разочарованы тем, что ещё не пришли к соглашению по принятию всестороннего законодательства».
В 2010 году Браунер стала одной из ключевых фигур в администрации по делу взрыва нефтяной платформы Deepwater Horizon в Мексиканском заливе. В конце мая 2010 года она оценила разлив как «вероятно самое большое экологическое бедствие, когда-либо происходившее в нашей стране» и сказала, что «администрация готовилась к худшему». Также Браунер добавила: «Я думаю, что американский народ должен знать, что утечка нефти будет продолжаться до августа, когда скважина будет окончательно заделана». Журналист Майк Аллен из издания Politico позже писал, что «спокойная Браунер, присутствовавшая на конференции по поводу катастрофы, стала одной из немногих чиновников, чья репутация стала лучше».
24 января 2011 года Браунер покинула занимаемый пост по собственному желанию. В конце февраля 2011 года Кэрол Браунер проголосовала за упразднение покинутого ею поста. Ликвидация данного управления стала частью борьбы Обамы с подобными, как Браунер, «царями». Председатель Стив Скэлиз сказал: «Пусть она уйдёт и принятое финансирование тоже». В середине апреля 2011 года было объявлено, что Конгресс принял решение больше не финансировать управление.

### Деловая карьера

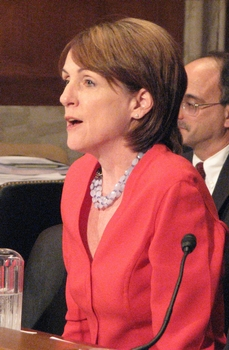
Браунер на даче свидетельских показаний перед Комитетом сената США по окружающей среде и общественным работам в апреле 2007 года

После работы в администрации Клинтона Браунер, вместе с бывшим Государственным секретарём США Мадлен Олбрайт, стала одним из основателей консалтинговой компании Albright Stonebridge Group. Как руководитель Браунер оказывала помощь фирмам и другим организациям с проблемами, существующими на международном уровне, включая исполнение правил по экологии и изменению климата. Компании «Кока-кола» и «Merck & Co.» были среди клиентов такой международной помощи. В течение 2002 года Браунер за границей провела занятия по своей программе, включая её альма-матер, школу права Флоридского университета.
В 2006 году Браунер, вместе со своим вторым супругом Томас Дауни, проводили переговоры от имени судоходной компании DP World, но они не смогли убедить сенатора Чарльза Шумера в своей точке зрения по поводу споров вокруг покупки в собственность компанией «Dubai Ports World» шести портов на территории США.
В 2001 году Браунер стала членом совета директоров Национального Одюбоновского общества, а в 2003 году его председателем; срок её полномочий истёк в 2008 году. В 2006 году она также стала членом совета директоров организации Альянс по защите климата, основанной в 2006 году сенатором Гором. В 2008 году Браунер вошла в состав совета директоров компании APX, Inc., специализирующегося на производстве товаров из экологически чистого сырья Браунер покинула все советы директоров в конце 2008 года, когда была принята на работу в администрацию Обамы. До лета 2008 года она была членом Комиссии по устойчивому развитию мирового сообщества при неправительственной организации Социалистический интернационал, хотя на официальном сайте организации имя Браунер числилось до января 2009 года.
В 2008 году доход Браунер в фирме Downey McGrath Group, где её супруг являлся руководителем, составил от 1 и 5 миллионов долларов. Она также сообщила о доходе в 450 000 долларов в виде «членских распределений», плюс отступные и бонусы от «Albright Stonebridge Group».
Будучи вне политики, Браунер назвала администрацию Джорджа Буша как «самую худшую экологическую администрацию». Она также заявила, что глобальное потепление «большая проблема, стоявшая когда-либо». Во время президентских выборах 2008 года Браунер была сторонником за выдвижение Хиллари Клинтон от Демократической партии. После того как Клинтон потеряла шанс на победу, Браунер агитировала за кандидатуру Барака Обамы на предвыборных дебатах в нескольких штатах и в экологической организации League of Conservation Voters.

## Личная жизнь
В 1983 году Кэрол Браунер познакомилась с Майклой Подхорзером, специалистом по вопросам здравоохранения организации Citizen Action. Они поженились в 1987 году и переехали в Такому-Парк, Мэриленд. У супругов родился один сын, Закари. В 2007 году Браунер вышла замуж за Томаса Дауни, бывшего конгрессмена и главу лоббистской фирмы, представлявшей интересы клиентов в энергетической отрасли. Этот брак, для неё второй, а для него третий, был заключён 21 июня 2007 года в Риверхеде, штат Нью-Йорк.

## Награды и почётные звания
В апреле 1997 года Браунер получила награду «Выдающаяся мама года» от Национального комитета «День матери» за «преданность в обеспечении детей более безопасным и здоровым миром». Также Браунер получила награды от журнала Glamour («Женщина года»), «Ассоциации педиатров», от главы Южной Флориды Ги Одубон (за достижения), и награду «Пожизненные экологические успехи» от нью-йоркской «Ассоциации адвокатов штата». В 1998 году она получила от вице-президента Гора «Награду Гаммера» за помощь в правительстве и хорошую работу. В 2000 году от «Американской лёгочной ассоциации» получила президентскую премию за лидерство в «жёстких мерах выработки гарантий общественного здоровья в условиях угрозы загрязнения воздуха».